# Concepción Ramírez
Concepción Ramírez (* 8. März 1942 in Santiago Atitlán; † 10. September 2021 ebenda) war eine indigene Frau der Ethnie Tz'utujil aus Guatemala. Sie wurde durch ihr Gesicht auf der 25-Centavos-Münze des Guatemaltekischen Quetzal bekannt.

## Biografie
Concepción Ramírez wurde am 8. März 1942 im Kanton Tzanjuyú geboren. Ihr Vater war ein evangelischer Prediger und ihre Mutter brachte ihr zuhause traditionelle Handarbeiten bei. 1965 heiratete sie Miguel Ángel Reanda Sicay. Das Paar bekam sechs Kinder.

### Ihr Erscheinen auf der Münze

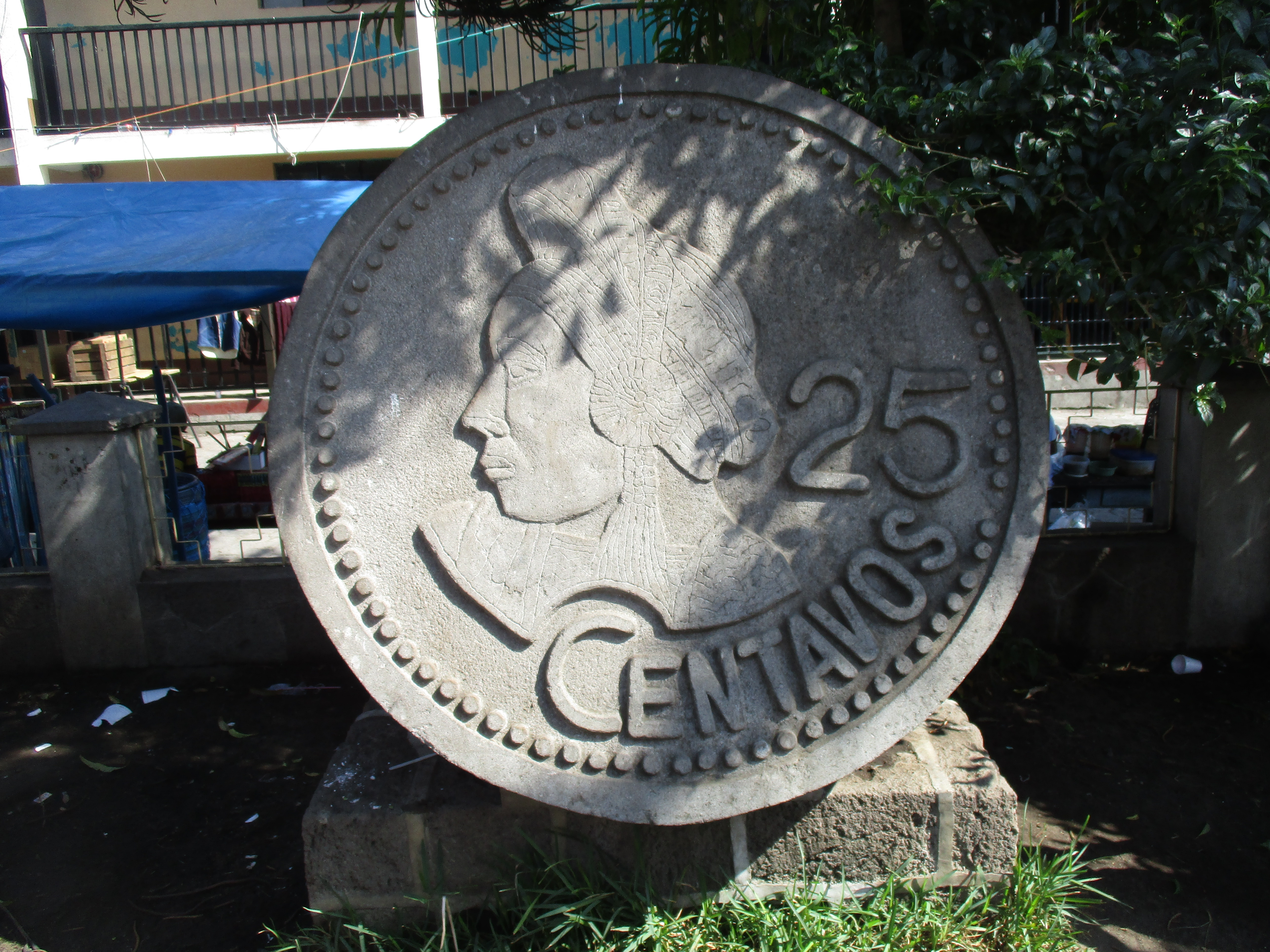
Monument für Concepción Ramírez

Im Jahr 1959 wurde eine Kommission ernannt, um die schönste indigene Frau auszuwählen und zu fotografieren. Ramírez war damals 17 Jahre alt und wurde ausgewählt, um auf der 25-Centavos-Münze zu erscheinen. Das Porträt wurde vom Fotografen Alfredo Gálvez Suárez aufgenommen. Da die Münze im Volksmund mit „choca“ bezeichnet wird, nennt man Ramírez häufig „chonita“.
2019 wurde der Park von Santiago Atitlán neu gestaltet und in diesem Zusammenhang ein Monument für Ramírez aufgestellt. Es ist ein Abbild der 25-Centavos-Münze mit ca. einem Meter Durchmesser. Auch die Plaza Concepción in Santiago Atitlán ist nach ihr benannt.

### Aktivismus
Vom Guatemaltekischen Bürgerkrieg war auch Ramírez’ Familie betroffen. Ihr Vater wurde am 7. Januar 1980 mit 27 anderen Menschen zu Tode gefoltert. Ihr Ehemann wurde am 22. Mai 1990 ebenfalls gemeinsam mit drei anderen Menschen im Zusammenhang mit einer großen Welle politischer Gewalt ermordet. Ramírez sprach sich daher sehr offen gegen staatliche Gewalt aus, und 2007 legte sie im nationalen Kulturpalast eine „Friedensrose“ nieder.
Außerdem galt Ramírez als Repräsentantin der Tz'utujil und setzte sich für den Erhalt der indigenen Traditionen, Kultur und Sprache ein.
2018 wurde Ramírez eine staatliche Rente für ihre Dienste für das guatemaltekische Volk zugesprochen.
Sie erhielt 2019 den Orden Municipal des Reiches der Tz'utujil.